# Храбростин, Евгений Евгеньевич
Евгений Евгеньевич Храбростин (р. 4 октября 1974) — российский футболист, защитник. В высшей лиге России сыграл 2 матча.

## Биография
Сын Евгения Храбростина (р. 1951), бывшего игрока московского «Торпедо», детского тренера.
Воспитанник футбольной школы «Динамо» (Москва). Начал профессиональную карьеру в дубле московского «Торпедо». В 1994 году перешёл в «КАМАЗ», в составе которого сыграл два матча в Высшей лиге России — 10 мая в гостевой игре против тольяттинской «Лады» (4:2), выйдя на замену в перерыве, и 14 мая в Набережных Челнах против московского «Локомотива» (0:0), отметился жёлтой карточкой и был заменён на 75 минуте.
Вторую половину 1994 года отыграл во владимирском «Торпедо», в 1995 году выступал за дубль московского «Локомотива». Последним профессиональным клубом Храбростина стала ульяновская «Волга».
В 1997 году судил матчи третьей лиги России. В дальнейшем он выступал за любительские команды Москвы и области.